# Rugby à XV à Monaco
Cet article traite du rugby à XV à Monaco.

## Histoire
Monaco est entouré par les terres traditionnelles du rugby français, et est par hasard non loin de Menton, où William Webb Ellis, le fondateur supposé du sport est enterré.
Le rugby à sept monégasque se développe à partir de 2004.
Malgré cela, le rugby monégasque a eu de graves problèmes. Ils ont eu de sérieux problèmes de terrain, l'AS Monaco ne leur permettant l'utilisation du leur. D'autre part, Albert II, Prince de Monaco est un fan du jeu et souhaite développer le rugby à sept.

## Organisation
La Fédération monégasque de rugby organise le rugby à Monaco.

## Équipe nationale
L'équipe de Monaco de rugby à XV représente la principauté lors des rencontres internationales.

## Clubs
Une section du club omnisports de l'AS Monaco est consacrée au rugby depuis 1964. Pour la saison 2019/2020 l'équipe évolue en federale 3 dans le championnat français.